# Cybo
Os Cybo (também conhecidos pela grafia Cibo ou, mais raramente, Cibei) foram uma família patrícia genovesa, de origem grega. 
A família instalou-se na capital da Liguria no século XII e, em 1528, os Cybo formavam o 17.º Albergo, a união de famílias nobres de Gênova.
A família separou-se em muitos ramos, uns permanecendo em Gênova e outros que emigraram para Nápoles onde Tomaso Cybo, deu origem à família Tomacelli.
No entanto, o protagonismo da família foi acentuado quando Giovanni Battista Cybo foi nomeado Bispo de Savona (em 1467), Cardeal (em 1473) e, por fim, Papa (em 1484) com o nome de Inocêncio VIII. Inocêncio VIII teve um filho natural, Franceschetto Cybo, que casou com Madalena de Médici (irmã do Papa Leão X).
Franceschetto foi nomeado por seu pai para diversos cargos importantes em Roma, entre os quais o de Capitão-geral da Igreja, tendo por fim, também obtido um feudo, o condado de Ferentillo em 1484.
O seu filho, Lourenço Cybo, foi general dos exércitos papais e casou com Ricarda Malaspina, herdeira dos estados de Massa e Carrara, dando origem ao ramo familiar dos Cybo-Malaspina, dinastia que governou Massa e Carrara até 1790.
O imperador Maximiliano II faz de Alberico I (segundo filho varão de Lourenço Cybo e de Ricarda Malaspina) Príncipe do Império em 1568.
Ao longo de quatro séculos, os Cybo e os Cybo-Malaspina estabeleceram alianças matrimoniais com as principais famílias da aristocracia italiana, entre as quais os Médici da Toscana, os Della Rovere de Urbino, os Este de Módena e os Pico de Mirandola.

## Membros notáveis
Os membros mais notáveis da família incluem:

### Cybo diretos
- Lanfranco, consul de Gênova 1241; um dos primeiros membros conhecidos;
- Guilherme Cybo, il Buono, conde palatino do Sacro Império (1260), almirante da frota Genovesa;
- Papa Inocêncio VIII (Giovanni Battista Cybo) (1432–1492);
- Franceschetto Cybo (1491-1550), filho natural do anterior, 1º conde de Ferentillo;
- Inocêncio Cybo (1491-1550), cardeal;
- Lourenço Cybo (1500-1549), origem do ramo dos Cybo-Malaspina;
- Catarina Cybo (1501-1557), duquesa consorte de Camerino;
- João Batista Cybo (1505-1550), Bispo de Marselha.

### Cardeais e Patriarcas
- Lorenzo Cybo de Mari (morto em 1503), cardeal;
- Alderano Cybo (1613–1700), cardeal;
- Eduardo Cybo (1619-1705), Patriarca Titular de Constantinopla, Acebispo Titular de Seleucia 28.7.1670, Núncio na Suíça;
- Alexandre Cybo (1633-1705) Patriarca de Constantinopla;
- Camilo Cybo (1681-1743), cardeal.

### Cybo-Malaspina
Os soberanos de Massa e Carrara foram:
- Júlio Cibo (1525-1548);
- Alberico I Cybo-Malaspina (1534-1623);
- Carlos I Cybo-Malaspina (1581-1662);
- Alberico II Cybo-Malaspina (1607-1690);
- Carlos II Cybo-Malaspina (1631-1710);
- Alberico III Cybo-Malaspina (1674-1715);
- Alderano I Cybo-Malaspina (1690-1731);
- Maria Teresa Cybo-Malaspina (1725-1790).

### Cybo-Usodimare
Uma segunda filha natural do Papa Inocêncio VIII, Teodorina (Nápoles, ca.1455 - Roma 1508) casou com Gherardo Usodimare, Patrício de Génova, Tesoureiro dos Estados Papais. Neste casamento teve origem o novo ramo dos Cybo-Usodimare.

## Árvore Genealógica
Resumo genealógico que inclui os membros mais importantes que descendem do Papa Inocêncio VIII :
|  |  |                                                               |                                                               |                                                               |                                                               |                                                               |                                                               |  |  | | | | | | |  |  |                                                                                 |                                                                                 |                                                                                 |                                                                                 |                                                                                 |                                                                                 |  |  | Inocêncio VIII (Giovanni Battista Cybo) [1432-1492] Cardeal 1473, Papa 1484 |                                                                |                                                                |                                                                |                                                                |                                                                |  |  |                                           |                                           |                                           |                                           |                                           |                                           |  |  |                                                                              |                                                                              |                                                                              |                                                                              |                                                                              |                                                                              |  |  |  |  |  |  |  |  |  |  |  |  |  |  |  |  |  |  |  |  |  |  |  |  |  |  |  |  |
|  |  |                                                               |                                                               |                                                               |                                                               |                                                               |                                                               |  |  | | | | | | |  |  |                                                                                 |                                                                                 |                                                                                 |                                                                                 |                                                                                 |                                                                                 |  |  |                                                                             |                                                                |                                                                |                                                                |                                                                |                                                                |  |  |                                           |                                           |                                           |                                           |                                           |                                           |  |  |                                                                              |                                                                              |                                                                              |                                                                              |                                                                              |                                                                              |  |  |  |  |  |  |  |  |  |  |  |  |  |  |  |  |  |  |  |  |  |  |  |  |  |  |  |  |
|  |  |                                                               |                                                               |                                                               |                                                               |                                                               |                                                               |  |  | | | | | | |  |  |                                                                                 |                                                                                 |                                                                                 |                                                                                 |                                                                                 |                                                                                 |  |  |                                                                             |                                                                |                                                                |                                                                |                                                                |                                                                |  |  |                                           |                                           |                                           |                                           |                                           |                                           |  |  |                                                                              |                                                                              |                                                                              |                                                                              |                                                                              |                                                                              |  |  |  |  |  |  |  |  |  |  |  |  |  |  |  |  |  |  |  |  |  |  |  |  |  |  |  |  |
|  |  | Leão X (Giovanni de' Medici) [1475-1521] Papa 1513            | Leão X (Giovanni de' Medici) [1475-1521] Papa 1513            | Leão X (Giovanni de' Medici) [1475-1521] Papa 1513            | Leão X (Giovanni de' Medici) [1475-1521] Papa 1513            | Leão X (Giovanni de' Medici) [1475-1521] Papa 1513            | Leão X (Giovanni de' Medici) [1475-1521] Papa 1513            |  |  | Madalena de Médici (Maddalena de' Medici) [1473-1519]                                                 | Madalena de Médici (Maddalena de' Medici) [1473-1519]                                                 | Madalena de Médici (Maddalena de' Medici) [1473-1519]                                                 | Madalena de Médici (Maddalena de' Medici) [1473-1519]                                                 | Madalena de Médici (Maddalena de' Medici) [1473-1519]                                                 | Madalena de Médici (Maddalena de' Medici) [1473-1519]                                                 |  |  | Franceschetto Cybo [1449-1519] Conde de Ferentillo General dos Exércitos Papais | Franceschetto Cybo [1449-1519] Conde de Ferentillo General dos Exércitos Papais | Franceschetto Cybo [1449-1519] Conde de Ferentillo General dos Exércitos Papais | Franceschetto Cybo [1449-1519] Conde de Ferentillo General dos Exércitos Papais | Franceschetto Cybo [1449-1519] Conde de Ferentillo General dos Exércitos Papais | Franceschetto Cybo [1449-1519] Conde de Ferentillo General dos Exércitos Papais |  |  |                                                                             |                                                                |                                                                |                                                                |                                                                |                                                                |  |  | Teodorina Cybo [ca.1455-1508]             | Teodorina Cybo [ca.1455-1508]             | Teodorina Cybo [ca.1455-1508]             | Teodorina Cybo [ca.1455-1508]             | Teodorina Cybo [ca.1455-1508]             | Teodorina Cybo [ca.1455-1508]             |  |  | Gerardo Usodimare (Gherardo Usodimare) [+1502] Tesoureiro dos Estados Papais | Gerardo Usodimare (Gherardo Usodimare) [+1502] Tesoureiro dos Estados Papais | Gerardo Usodimare (Gherardo Usodimare) [+1502] Tesoureiro dos Estados Papais | Gerardo Usodimare (Gherardo Usodimare) [+1502] Tesoureiro dos Estados Papais | Gerardo Usodimare (Gherardo Usodimare) [+1502] Tesoureiro dos Estados Papais | Gerardo Usodimare (Gherardo Usodimare) [+1502] Tesoureiro dos Estados Papais |  |  |  |  |  |  |  |  |  |  |  |  |  |  |  |  |  |  |  |  |  |  |  |  |  |  |  |  |
|  |  | Leão X (Giovanni de' Medici) [1475-1521] Papa 1513            | Leão X (Giovanni de' Medici) [1475-1521] Papa 1513            | Leão X (Giovanni de' Medici) [1475-1521] Papa 1513            | Leão X (Giovanni de' Medici) [1475-1521] Papa 1513            | Leão X (Giovanni de' Medici) [1475-1521] Papa 1513            | Leão X (Giovanni de' Medici) [1475-1521] Papa 1513            |  |  | Madalena de Médici (Maddalena de' Medici) [1473-1519]                                                 | Madalena de Médici (Maddalena de' Medici) [1473-1519]                                                 | Madalena de Médici (Maddalena de' Medici) [1473-1519]                                                 | Madalena de Médici (Maddalena de' Medici) [1473-1519]                                                 | Madalena de Médici (Maddalena de' Medici) [1473-1519]                                                 | Madalena de Médici (Maddalena de' Medici) [1473-1519]                                                 |  |  | Franceschetto Cybo [1449-1519] Conde de Ferentillo General dos Exércitos Papais | Franceschetto Cybo [1449-1519] Conde de Ferentillo General dos Exércitos Papais | Franceschetto Cybo [1449-1519] Conde de Ferentillo General dos Exércitos Papais | Franceschetto Cybo [1449-1519] Conde de Ferentillo General dos Exércitos Papais | Franceschetto Cybo [1449-1519] Conde de Ferentillo General dos Exércitos Papais | Franceschetto Cybo [1449-1519] Conde de Ferentillo General dos Exércitos Papais |  |  |                                                                             |                                                                |                                                                |                                                                |                                                                |                                                                |  |  | Teodorina Cybo [ca.1455-1508]             | Teodorina Cybo [ca.1455-1508]             | Teodorina Cybo [ca.1455-1508]             | Teodorina Cybo [ca.1455-1508]             | Teodorina Cybo [ca.1455-1508]             | Teodorina Cybo [ca.1455-1508]             |  |  | Gerardo Usodimare (Gherardo Usodimare) [+1502] Tesoureiro dos Estados Papais | Gerardo Usodimare (Gherardo Usodimare) [+1502] Tesoureiro dos Estados Papais | Gerardo Usodimare (Gherardo Usodimare) [+1502] Tesoureiro dos Estados Papais | Gerardo Usodimare (Gherardo Usodimare) [+1502] Tesoureiro dos Estados Papais | Gerardo Usodimare (Gherardo Usodimare) [+1502] Tesoureiro dos Estados Papais | Gerardo Usodimare (Gherardo Usodimare) [+1502] Tesoureiro dos Estados Papais |  |  |  |  |  |  |  |  |  |  |  |  |  |  |  |  |  |  |  |  |  |  |  |  |  |  |  |  |
|  |  |                                                               |                                                               |                                                               |                                                               |                                                               |                                                               |  |  | | | | | | |  |  |                                                                                 |                                                                                 |                                                                                 |                                                                                 |                                                                                 |                                                                                 |  |  |                                                                             |                                                                |                                                                |                                                                |                                                                |                                                                |  |  |                                           |                                           |                                           |                                           |                                           |                                           |  |  |                                                                              |                                                                              |                                                                              |                                                                              |                                                                              |                                                                              |  |  |  |  |  |  |  |  |  |  |  |  |  |  |  |  |  |  |  |  |  |  |  |  |  |  |  |  |
|  |  |                                                               |                                                               |                                                               |                                                               |                                                               |                                                               |  |  | | | | | | |  |  |                                                                                 |                                                                                 |                                                                                 |                                                                                 |                                                                                 |                                                                                 |  |  |                                                                             |                                                                |                                                                |                                                                |                                                                |                                                                |  |  |                                           |                                           |                                           |                                           |                                           |                                           |  |  |                                                                              |                                                                              |                                                                              |                                                                              |                                                                              |                                                                              |  |  |  |  |  |  |  |  |  |  |  |  |  |  |  |  |  |  |  |  |  |  |  |  |  |  |  |  |
|  |  | Inocêncio (Innocenzo) [1491-1550] Arcebispo 1513 Cardeal 1513 | Inocêncio (Innocenzo) [1491-1550] Arcebispo 1513 Cardeal 1513 | Inocêncio (Innocenzo) [1491-1550] Arcebispo 1513 Cardeal 1513 | Inocêncio (Innocenzo) [1491-1550] Arcebispo 1513 Cardeal 1513 | Inocêncio (Innocenzo) [1491-1550] Arcebispo 1513 Cardeal 1513 | Inocêncio (Innocenzo) [1491-1550] Arcebispo 1513 Cardeal 1513 |  |  | Lourenço (Lorenzo) [1500-1549] Conde de Fexentillo c.c. Ricarda Malaspina Marquesa de Massa e Carrara | Lourenço (Lorenzo) [1500-1549] Conde de Fexentillo c.c. Ricarda Malaspina Marquesa de Massa e Carrara | Lourenço (Lorenzo) [1500-1549] Conde de Fexentillo c.c. Ricarda Malaspina Marquesa de Massa e Carrara | Lourenço (Lorenzo) [1500-1549] Conde de Fexentillo c.c. Ricarda Malaspina Marquesa de Massa e Carrara | Lourenço (Lorenzo) [1500-1549] Conde de Fexentillo c.c. Ricarda Malaspina Marquesa de Massa e Carrara | Lourenço (Lorenzo) [1500-1549] Conde de Fexentillo c.c. Ricarda Malaspina Marquesa de Massa e Carrara |  |  | Catarina (Caterina) [1501-1557] c.c. João Maria de Varano Duque de Camerino     | Catarina (Caterina) [1501-1557] c.c. João Maria de Varano Duque de Camerino     | Catarina (Caterina) [1501-1557] c.c. João Maria de Varano Duque de Camerino     | Catarina (Caterina) [1501-1557] c.c. João Maria de Varano Duque de Camerino     | Catarina (Caterina) [1501-1557] c.c. João Maria de Varano Duque de Camerino     | Catarina (Caterina) [1501-1557] c.c. João Maria de Varano Duque de Camerino     |  |  | João Batista (Giovanni Battista) [1505-1550] Bispo de Marselha              | João Batista (Giovanni Battista) [1505-1550] Bispo de Marselha | João Batista (Giovanni Battista) [1505-1550] Bispo de Marselha | João Batista (Giovanni Battista) [1505-1550] Bispo de Marselha | João Batista (Giovanni Battista) [1505-1550] Bispo de Marselha | João Batista (Giovanni Battista) [1505-1550] Bispo de Marselha |  |  |                                           |                                           |                                           |                                           |                                           |                                           |  |  |                                                                              |                                                                              |                                                                              |                                                                              |                                                                              |                                                                              |  |  |  |  |  |  |  |  |  |  |  |  |  |  |  |  |  |  |  |  |  |  |  |  |  |  |  |  |
|  |  | Inocêncio (Innocenzo) [1491-1550] Arcebispo 1513 Cardeal 1513 | Inocêncio (Innocenzo) [1491-1550] Arcebispo 1513 Cardeal 1513 | Inocêncio (Innocenzo) [1491-1550] Arcebispo 1513 Cardeal 1513 | Inocêncio (Innocenzo) [1491-1550] Arcebispo 1513 Cardeal 1513 | Inocêncio (Innocenzo) [1491-1550] Arcebispo 1513 Cardeal 1513 | Inocêncio (Innocenzo) [1491-1550] Arcebispo 1513 Cardeal 1513 |  |  | Lourenço (Lorenzo) [1500-1549] Conde de Fexentillo c.c. Ricarda Malaspina Marquesa de Massa e Carrara | Lourenço (Lorenzo) [1500-1549] Conde de Fexentillo c.c. Ricarda Malaspina Marquesa de Massa e Carrara | Lourenço (Lorenzo) [1500-1549] Conde de Fexentillo c.c. Ricarda Malaspina Marquesa de Massa e Carrara | Lourenço (Lorenzo) [1500-1549] Conde de Fexentillo c.c. Ricarda Malaspina Marquesa de Massa e Carrara | Lourenço (Lorenzo) [1500-1549] Conde de Fexentillo c.c. Ricarda Malaspina Marquesa de Massa e Carrara | Lourenço (Lorenzo) [1500-1549] Conde de Fexentillo c.c. Ricarda Malaspina Marquesa de Massa e Carrara |  |  | Catarina (Caterina) [1501-1557] c.c. João Maria de Varano Duque de Camerino     | Catarina (Caterina) [1501-1557] c.c. João Maria de Varano Duque de Camerino     | Catarina (Caterina) [1501-1557] c.c. João Maria de Varano Duque de Camerino     | Catarina (Caterina) [1501-1557] c.c. João Maria de Varano Duque de Camerino     | Catarina (Caterina) [1501-1557] c.c. João Maria de Varano Duque de Camerino     | Catarina (Caterina) [1501-1557] c.c. João Maria de Varano Duque de Camerino     |  |  | João Batista (Giovanni Battista) [1505-1550] Bispo de Marselha              | João Batista (Giovanni Battista) [1505-1550] Bispo de Marselha | João Batista (Giovanni Battista) [1505-1550] Bispo de Marselha | João Batista (Giovanni Battista) [1505-1550] Bispo de Marselha | João Batista (Giovanni Battista) [1505-1550] Bispo de Marselha | João Batista (Giovanni Battista) [1505-1550] Bispo de Marselha |  |  |                                           |                                           |                                           |                                           |                                           |                                           |  |  |                                                                              |                                                                              |                                                                              |                                                                              |                                                                              |                                                                              |  |  |  |  |  |  |  |  |  |  |  |  |  |  |  |  |  |  |  |  |  |  |  |  |  |  |  |  |
|  |  |                                                               |                                                               |                                                               |                                                               |                                                               |                                                               |  |  | ramo dos Cybo-Malaspina (extinto em 1790)                                                             | ramo dos Cybo-Malaspina (extinto em 1790)                                                             | ramo dos Cybo-Malaspina (extinto em 1790)                                                             | ramo dos Cybo-Malaspina (extinto em 1790)                                                             | ramo dos Cybo-Malaspina (extinto em 1790)                                                             | ramo dos Cybo-Malaspina (extinto em 1790)                                                             |  |  |                                                                                 |                                                                                 |                                                                                 |                                                                                 |                                                                                 |                                                                                 |  |  |                                                                             |                                                                |                                                                |                                                                |                                                                |                                                                |  |  | ramo dos Cybo-Usodimare (extinto em 1600) | ramo dos Cybo-Usodimare (extinto em 1600) | ramo dos Cybo-Usodimare (extinto em 1600) | ramo dos Cybo-Usodimare (extinto em 1600) | ramo dos Cybo-Usodimare (extinto em 1600) | ramo dos Cybo-Usodimare (extinto em 1600) |  |  |                                                                              |                                                                              |                                                                              |                                                                              |                                                                              |                                                                              |  |  |  |  |  |  |  |  |  |  |  |  |  |  |  |  |  |  |  |  |  |  |  |  |  |  |  |  |

Legenda:

c.c. = casou com

## Brasão de armas
| Brasão | Descrição |
| ------ | --- |
|        | Família Cybo de gules com uma banda axadrezada de prata e azure de três filas, com o chefe de prata carregado de uma cruz de gules (que é de Gênova). |
|        | Família Cybo-Malaspina de gules, carregado com os spino fiorito (espinhos floridos) da família Malaspina, com uma banda axadrezada de prata e azure de três filas, com o chefe de prata carregado de uma cruz de gules (que é de Gênova). Por cima, um outro chefe de ouro com uma águia bicéfala de sable (que é de Sacro-Império). |